# FlightAware
FlightAware ist ein globales Unternehmen für Luftfahrt-Software und -Datendienste mit Sitz in Houston, Texas, USA.
Das Unternehmen betreibt eine Website und eine mobile Anwendung, die eine kostenlose Flugverfolgung von etwa 70 % aller Verkehrsflugzeuge und etwa 10 % aller privaten Flugzeugen ermöglicht. Dabei werden Flugbewegungen fast weltweit erfasst.
Es handelt sich derzeit um die weltweit größte Website zur Flugverfolgung in Bezug auf Benutzer. FlightAware stellt Flugzeug- und Flughafenbetreibern sowie anderen Luftfahrtorganisationen auch Dienste und Daten zur Verfügung, um sie bei ihren Operationen zu unterstützen. FlightAware bietet Flugzeugbetreibern weltweit Unternehmensservices und -werkzeuge sowie Flugverfolgungssysteme an Flughäfen in über 50 Ländern in Nordamerika, Europa und Ozeanien.
Das Unternehmen hat seinen Hauptsitz auf der Eleven Greenway Plaza in Houston und ein Werbebüro an der 500 Fifth Avenue in New York City.

## Geschichte
Ende 2004 begann der Vorstandsvorsitzende Daniel Baker, die Idee der Einrichtung eines kostenlosen Flugsuchdienstes zu erkunden. Er wollte, dass seine Familie seine privaten Flüge im ganzen Land verfolgen kann. Zu dieser Zeit gab es nur wenige Unternehmenslösungen, die diese Art von Service anboten. Baker rekrutierte die Freunde Karl Lehenbauer und David McNett, um einen kostenlosen öffentlichen Flugsuchdienst zu schaffen. Am 17. März 2005 wurde FlightAware offiziell gegründet und begann mit der Verarbeitung von Live-Flugdaten. In den ersten 18 Monaten erzielte FlightAware einen Umsatz von über einer Million Dollar.
FlightAware ist seit 2006 profitabel und wächst seit April 2014 um 40–50 % pro Jahr.
Bevor sich das Unternehmen in 11 Greenway Plaza befand, war der Hauptsitz in Suite 1300 bei 8 Greenway Plaza; ursprünglich war die FlightAware-Zentrale in der Midtown-Gegend von Houston. Der CEO von FlightAware nannte die billigen Büroräume von Houston, die geografische Nähe zum Rest des Landes und das Fehlen einer Einkommensteuer auf Stadt- oder Staatsebene als Vorteil für den Standort.

## Website
Die Website des Unternehmens bietet Flugdaten und Benachrichtigungen zu privaten und gewerblichen Flügen sowie Flughafenaktivitäten, Flug- und Flughafenkarten mit Wetterdaten, Luftverkehrsstatistiken, Flugplanungs- und Instrumentenflugregeln für Flughäfen in den USA und Australien. Darüber hinaus umfasst die Website Pilotdienste wie Flugplanung, Nachrichten aus der Luftfahrt, Fotos und ein Diskussionsforum für die Luftfahrt.
Benutzer können sich kostenlos bei der Site registrieren. Dadurch werden mehrere Funktionen hinzugefügt sowie die Möglichkeit, an der Gemeinschaft teilzunehmen. Durch die Registrierung können Benutzer Fotos hochladen, Nachrichten aus der Luftfahrt (Squawks) einreichen, an Diskussionsforen teilnehmen und Flugzeugalarme neben zahlreichen anderen Funktionen einrichten. FlightAware meldete im Januar 2019 über 10 Mio. registrierte Benutzer.
Seit Juni 2016 stellt FlightAware monatlich über 250 Millionen Flight-Tracking-Seiten für über zwölf Millionen Benutzer bereit.

## Weblink
- Flightaware, Startseite in Deutsch